# Sphenomorphus puncticentralis
Sphenomorphus puncticentralis — вид сцинкоподібних ящірок родини сцинкових (Scincidae). Ендемік Індонезії.

## Поширення і екологія
Sphenomorphus puncticentralis мешкають на заході і в центрі острова Ява. Вони живуть у вологих тропічних лісах, на висоті понад 700 м над рівнем моря.